# شولي راند
شولي راند (بالعبرية: שולי רנד‏) هو مغني وكاتب سيناريو وكاتب أغاني وملحن وممثل إسرائيلي، ولد في 8 فبراير 1962 في إسرائيل.

## وصلات خارجية
- شولي راند على موقع IMDb (الإنجليزية)
- شولي راند على موقع ألو سيني (الفرنسية)
- شولي راند على موقع ميوزك برينز (الإنجليزية)
- شولي راند على موقع أول موفي (الإنجليزية)
- شولي راند على موقع قاعدة بيانات الفيلم (الإنجليزية)
- شولي راند على موقع كينوبويسك (الروسية)